# تلسکوپ ترانزیت
در اخترشناسی، تلسکوپ ترانزیت  یا ابزار ترانزیت (انگلیسی: Transit instrument)  تلسکوپ کوچکی است که بر پایه‌ای کاملاً دقیق درجه‌بندی شده سوار است و برای رصد دقیق موقعیت‌های ستارگان استفاده می‌شود. آنها قبلاً به‌طور گسترده‌ای در رصدخانه‌های نجومی و رصدخانه‌های دریایی برای اندازه‌گیری موقعیت ستاره‌ها به منظور جمع‌آوری جغرافیای دریایی برای استفاده توسط دریانوردان برای ناوبری آسمانی و مشاهده ترانزیت‌های ستاره‌ای برای تنظیم ساعت‌های بسیار دقیق (تنظیم کننده‌های نجومی) که برای تنظیم کرونومترهای دریایی استفاده می‌شود، مورد استفاده قرار می‌گرفتند. در کشتی‌ها برای تعیین طول جغرافیایی، و به عنوان استانداردهای اولیهٔ پیشین قبل از ساعت‌های اتمی از آنها استفاده می‌شد. سازها را می‌توان به سه گروه تقسیم کرد:

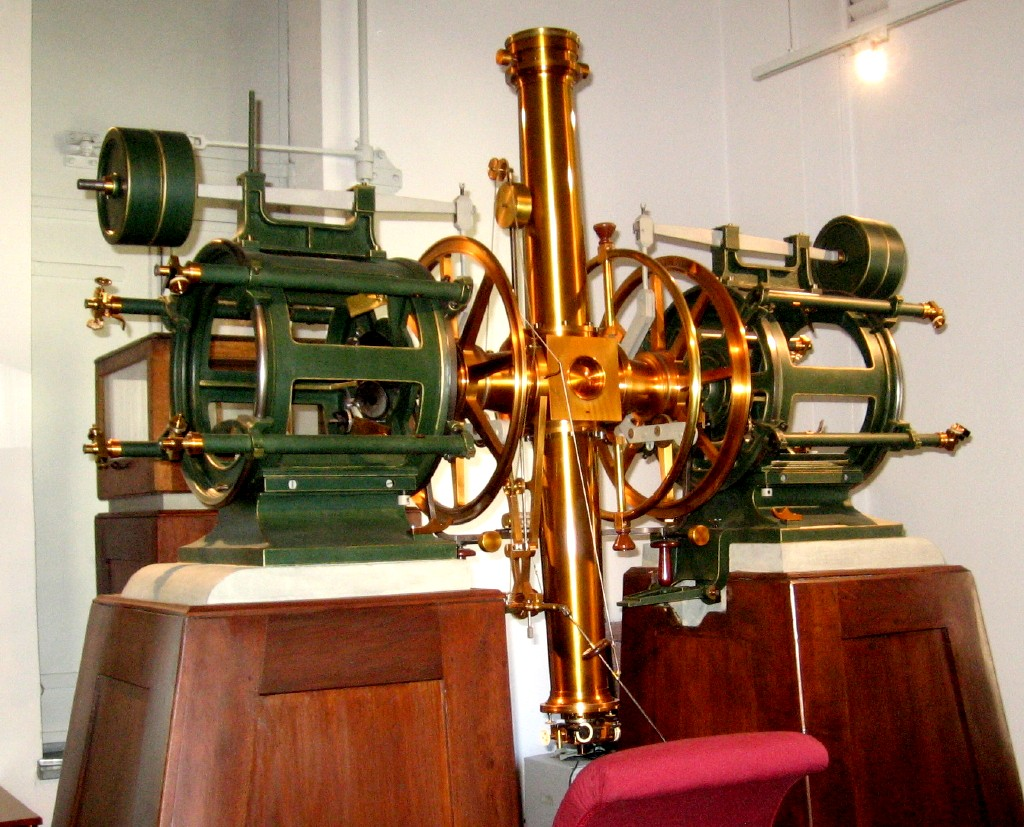
دایرهٔ نصف‌النهار در رصدخانه کافنر در وین، اتریش

## سازه‌های نصف‌النهاری
برای مشاهده انتقال ستاره در جهت دقیق جنوب یا شمال:
- دایره نصف النهارها، ربع تصویرها و غیره
- Passage instrument s (قابل حمل، همچنین برای ترانزیت اول عمودی)